# 미케일라 시프린
미케일라 폴린 시프린(영어: Mikaela Pauline Shiffrin, 1995년 3월 13일~)은 미국의 알파인 스키 선수로 주 종목은 회전과 대회전이다. 월드컵과 세계 선수권 대회에서 회전 부문 최고의 선수로 군림하고 있다. 2014년 동계 올림픽에서 만 18세 345일의 나이로 회전 부문 금메달을 획득하면서 역대 최연소 올림픽 알파인 스키 금메달리스트가 되었다.